# Francesco Bagnaia

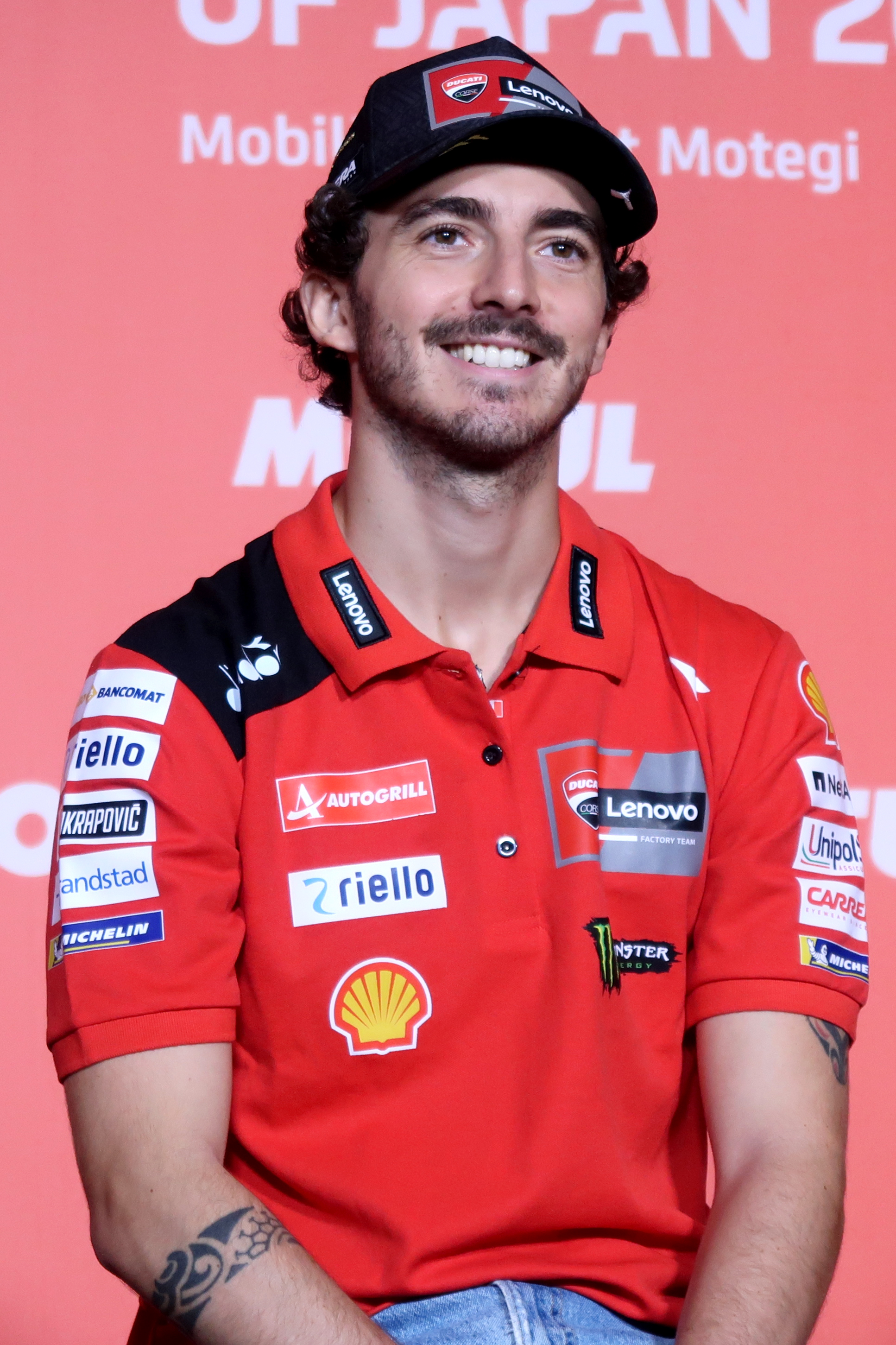
Francesco Bagnaia 2023.

Francesco Bagnaia, född 14 januari 1997 i Torino, är en italiensk roadracingförare som från 2019 tävlar i MotoGP. Han blev världsmästare säsongen 2018 i VM-klassen Moto2 och säsongen 2022 och 2023 i MotoGP i Grand Prix Roadracing. Bagnaia lystrar till smeknamnet "Pecco". Ingår i VR46 akademin.

## Tävlingskarriär
Bagnaia gjorde VM-debut säsongen 2013 i Moto3-klassen i Grand Prix Roadracing. Debutåret körde han en FTR Honda för teamet San Carlo Team Italia och Roadracing-VM 2014 en KTM för Valentino Rossis team Sky Racing Team VR46. Sedan säsongen 2015 kör Bagnaia för Aspar Team som är Mahindras fabriksteam. Första pallplatsen kom i Frankrikes Grand Prix 2015 där Bagnaia blev trea. Han kom på 14:e plats i VM 2015. Bagnaia fortsatte hos Mahindra och Aspar säsongen 2016. Den började rätt bra med tre tredjeplatser blandat med svaga insatser de sju första Grand Prixerna. Den 26 juni 2016 tog Bagnaia sin första Grand Prix-seger genom att vinna TT Assen. Det var också Mahindras allra första Grand Prix-seger och den första någonsin för en indisk motorcykeltillverkare oavsett tävlingsklass. Han vann också Malaysias Grand Prix och kom på en slutlig fjärde plats i Moto3-VM.
Säsongen 2017 flyttade Bagnaia upp i Moto2-klassen där han körde en Kalex för Sky Racing Team VR46. han kom femma i VM efter fyra pallplatser och blev näst bäste nykomling efter Miguel Oliveira. Bagnaia fortsatte i samma team säsongen 2018 och tog sin första seger i årets första Grand Prix, det i Qatar. Säsongen fortsatte bra och Bagnaia ledde VM, endast utmanad av portugisen Miguel Oliveira. Bagnaia blev världsmästare i säsongens näst sista Grand Prix, det i Malaysia.
Bagnaia skrev redan våren 2018 på ett kontrakt att köra MotoGP för Pramac Ducati säsongerna 2019 och 2020.

### VM-säsonger
| Säsong | Klass  | VM- plac. | Poäng | 1/2/3- plac. | Starter | Motorcykel | Team                      | Startnr |
| ------ | ------ | --------- | ----- | ------------ | ------- | ---------- | ------------------------- | ------- |
| 2013   | Moto3  |           | 0     | - / - / -    | 17      | FTR Honda  | San Carlo Team Italia     | 4       |
| 2014   | Moto3  | 16        | 50    | - / - / -    | 16      | KTM        | Sky Racing Team VR46      | 21      |
| 2015   | Moto3  | 14        | 76    | - / - / 1    | 18      | Mahindra   | Mapfre Team Mahindra      | 21      |
| 2016   | Moto3  | 4         | 145   | 2 / 1 / 3    | 18      | Mahindra   | Aspar Mahindra Team Moto3 | 21      |
| 2017   | Moto2  | 5         | 174   | - / 2 / 2    | 18      | Kalex      | Sky Racing Team VR46      | 42      |
| 2018   | Moto2  | 1         | 306   | 8 / 1 / 3    | 18      | Kalex      | Sky Racing Team VR46      | 42      |
| 2019   | MotoGP | 15        | 54    | - / - / -    | 19      | Ducati     | Pramac Racing             | 63      |
| 2020   | MotoGP | 16        | 47    | - / 1 / -    | 11      | Ducati     | Pramac Racing             | 63      |
| 2021   | MotoGP | 2         | 252   | 4 / 3 / 2    | 18      | Ducati     | Ducati Lenovo Team        | 63      |
| 2022   | MotoGP | 1         | 265   | 7 / 1 / 2    | 20      | Ducati     | Ducati Lenovo Team        | 63      |
| 2023   | MotoGP | 1         | 467   | 7/6/2        | 20      | Ducati     | Ducati Lenovo Team        | 1       |
| 2024   | MotoGP |           |       |              |         | Ducati     | Ducati Lenovo Team        | 1       |

## Framskjutna placeringar
Uppdaterad till 2021-05-03.
| Nr | Grand Prix | År   |
| -- | ---------- | ---- |
| 1  | San Marino | 2020 |
| 2  | Portugal   | 2021 |
| 3  | Spanien    | 2021 |
| 4  | Valencia   | 2021 |
| 25 | Österrike  | 2024 |

| Nr | Grand Prix | År   |
| -- | ---------- | ---- |
| 1  | Qatar      | 2021 |

| Nr | Grand Prix | År   |
| -- | ---------- | ---- |
| 1  | Qatar      | 2018 |
| 2  | Amerika    | 2018 |
| 3  | Frankrike  | 2018 |
| 4  | TT Assen   | 2018 |
| 5  | Österrike  | 2018 |
| 6  | San Marino | 2018 |
| 7  | Thailand   | 2018 |
| 8  | Japan      | 2018 |

| Nr | Grand Prix | År   |
| -- | ---------- | ---- |
| 1  | Spanien    | 2017 |
| 2  | Frankrike  | 2017 |
| 3  | Aragonien  | 2018 |

| Nr | Grand Prix | År   |
| -- | ---------- | ---- |
| 1  | Tyskland   | 2017 |
| 2  | San Marino | 2017 |
| 3  | Spanien    | 2018 |
| 4  | Tjeckien   | 2018 |
| 5  | Malaysia   | 2018 |

| Nr | Grand Prix | År   |
| -- | ---------- | ---- |
| 1  | TT Assen   | 2016 |
| 2  | Malaysia   | 2016 |

| Nr | Grand Prix     | År   |
| -- | -------------- | ---- |
| 1  | Storbritannien | 2016 |

| Nr | Grand Prix | År   |
| -- | ---------- | ---- |
| 1  | Frankrike  | 2015 |
| 2  | Qatar      | 2016 |
| 3  | Spanien    | 2016 |
| 4  | Italien    | 2016 |